# Mourecotelles biciliatus
Mourecotelles biciliatus là một loài Hymenoptera trong họ Colletidae. Loài này được Cockerell mô tả khoa học năm 1918.